# Дечко из комшилука
Дечко из комшилука (енгл. The Boy Next Door) амерички је филмски трилер из 2015. године, у режији Роба Коена, по сценарију Барбаре Кари. Главне улоге глуме Џенифер Лопез и Рајан Гузман, док су у споредним улогама Ијан Нелсон, Џон Корбет и Кристин Ченоует. Филм прати 19-годишњег младића који, након везе на једну ноћ са својом професорком, развија опасну опсесију њоме.
Приказан је 23. јануара 2015. године у САД, односно 29. јануара у Србији. Добио је углавном негативне рецензије критичара, који су сматрали да није испунио очекивања. Међутим, остварио је велики комерцијални успех, зарадивши више од 53 милиона долара широм света у односу на буџет од 4 милиона долара.

## Радња
Клер Питерсон (Џенифер Лопез) је професорка књижевности у средњој школи која жели да се врати изласцима након развода од мужа прељубника (Џон Корбет). Кад се згодни и харизматични 19-годишњи Ноа (Рајан Гузман) досели у комшилук и спријатељи с њеним сином, Клерин тренутак слабости доводи до изузетно страствене и напете ноћи. Његова приврженост се убрзо претвара у опасну и насилну опседнутост и Клер мора да да све од себе како би спречила потпуни распад њеног света.

## Улоге
| Глумац          | Улога          |
| --------------- | -------------- |
| Џенифер Лопез   | Клер Питерсон  |
| Рајан Гузман    | Ноа Сандборн   |
| Ијан Нелсон     | Кевин Питерсон |
| Џон Корбет      | Гарет Питерсон |
| Кристин Ченоует | Вики Лансинг   |
| Лекси Аткинс    | Али Калахан    |
| Хил Харпер      | Едвард Ворен   |
| Травис Шулт     | Итан           |
| Брајан Махони   | Купер          |
| Адам Хикс       | Џејсон Зимер   |
| Франсоа Чау     | Џони Чоу       |
| Бејли Чејс      | Бени           |